# Comamonas granuli
Comamonas granuli es una especie de bacteria gramnegativa del género Comamonas. Fue descrita en el año 2011. Su etimología hace referencia a gránulo. Es aerobia y móvil por flagelo polar. Tiene un tamaño de 0,5-0,7 μm de ancho por 1,2-4 μm de largo. Forma colonias lisas, circulares y de color cremoso en agar R2A tras 3 días de incubación. Temperatura de crecimiento entre 20-42 °C. Catalasa y oxidasa positivas. Se ha aislado de gránulos microbianos de plantas de tratamiento de aguas en Corea del Sur. 